# Ratri
Ratri (även kallad Ratridevi) är nattens gudinna i indisk mytologi, syster till gryningen Ushas.
Ratri skänker vila och återställer ordningen på natten.